# Anny Flore
Anny ou Annie Flore, de son vrai nom Marie Antoinette Quié, née le 28 novembre 1912 à Cahus dans le Lot et morte le 17 août 1985 à Boulogne-Billancourt, est une chanteuse et actrice française.

## Biographie
Anny Flore est élevée dans la banlieue parisienne à Pierrefitte-sur-Seine par ses parents, la mère ouvrière agricole et le père travailleur en usine. Elle débute comme cousette dans un atelier de couture à Paris, puis devient petite main et enfin mannequin chez Maggy Rouff. En 1939, elle se présente à l'un des nombreux concours de chant organisés par Radio Cité où elle interprète le succès de Lucienne Delyle, Si petite, ce qui va lui faciliter l'entrée au Petit Casino. Elle y débute en 1940 et chante dans quelques autres cabarets parisiens. Après un premier disque enregistré en 1945 en Belgique pour le label Rythme, elle signe un contrat d'exclusivité avec la maison de disques Pathé, à laquelle elle sera fidèle tout au long de sa carrière. Elle enchaîne les prestations au cabaret et music-hall et participe à de nombreuses émissions de radio.
Ses premières chansons appartiennent au registre réaliste : La Fille du patron, Madame la chance et Les Deux Rengaines où elle reprend, en 1946, un texte qu'Édith Piaf avait chanté en 1944. Ses compositeurs et paroliers sont alors Marguerite Monnot, Daniel White, Jacques Larue, Henri Contet…
Elle change de style et adopte un nouveau répertoire moins tragique fait « de valses populaires sans drame ni filles perdues » (Lallemand)[réf. incomplète] qui va en faire une des principales représentantes du patrimoine populaire français avec Lucienne Delyle, et Yvette Giraud.  La valse tourne rencontre le succès. Suivent  La Petite Arlésienne, Deux sous d'violettes, Paname, C'est la faute du vent, Entre Pigalle et Blanche ou encore Ma douce vallée. Elle fait confiance à de jeunes auteurs et compositeurs comme Jacques Dutailly ou Robert Lamoureux (auteur des paroles de La Petite Arlésienne).
Elle est choisie comme marraine du Racing Club de Paris (alors une des plus prestigieuses équipes de football en France) pour lequel elle enregistre La Chanson du Racing. Elle est aussi marraine du boxeur Robert Villemain à qui elle dédie sa chanson Mon Champion. Elle chantera au Vélodrome d'Hiver à l'occasion des Six jours de Paris et participe à de nombreuses manifestations dans toute la France à la gloire de sa terre natale le Quercy. Anny Flore joint à cette carrière musicale, à partir de 1951, une participation à des œuvres cinématographiques comme Deux sous de violettes, La Fête à Henriette (générique du film) ou encore Ce coquin d'Anatole, Les Deux Monsieur de Madame et Méfiez-vous des blondes où elle incarne la chanteuse. Flore est également la créatrice de la chanson  du film  Deux sous de violettes (1951) dont le texte fut écrit par Jean Anouilh et la musique par Georges van Parys.  Cette chanson  devient sa chanson fétiche, reprise plus tard par Arletty.
À partir de 1955, elle sort une série de neuf 33 tours intitulée Mon cahier de chansons, en référence  au cahier dans lequel elle écrivait adolescente le texte des chansons de Berthe Sylva, où elle interprète les succès du début du siècle dont ceux de Bénech et Dumont, Vincent Scotto, Daniderff, Gaston Gabaroche. Ce répertoire lui permet de poursuivre tournées et enregistrements et de résister à la vague yéyé ; elle joue dans plusieurs music-halls parisiens : Pacra, l'Alhambra, le Moulin Rouge. En 1958, elle remporte le prix international de la chanson française à Monte-Carlo avec Entre Pigalle et Blanche, qui fut reprise par Patachou. 
Après avoir participé à plusieurs émissions de La Chance aux chansons, elle y fera ses adieux en 1984, alors atteinte du cancer. Elle est décédée à l'hôpital Ambroise Paré à Boulogne-Billancourt le 17 août 1985 et est inhumée au cimetière de Loupiac (Lot).
Anny Flore avait une fille et quatre petits-enfants.

## Discographie

### Série Mon cahier de chansons
Informations fournies depuis le catalogue sur la pochette (verso) des disques no 1 et no 6, ces disques n'étant pas répertoriés dans le catalogue de la BNF en ligne ; compléments sur les auteurs et compositeurs en cours.

#### Mon cahier de chansonsno11955(Pathé-Marconi AT1072), orchestre direction Jacque-Simonot
- Cœur de lilas, paroles Ernest Dumont, musique Ferdinand-Louis Bénech
- L'Âme des roses : valse hindoue, paroles Suzanne Quentin, musique René de Buxeuil
- Le Grand rouquin, paroles et musique Bénech et Dumont
- Les Petits qui n'ont pas de nid, paroles Ernest Dumont, musique Ferdinand-Louis Bénech
- Nuits de chine, paroles Ernest Dumont, musique Ferdinand-Louis Bénech
- La Femme aux bijoux, paroles et musique Bénech et Dumont
- Les Papillons de nuit, paroles de  paroles de Charles-Albert Abadie, musique Gaston Gabaroche
- Du gris, paroles Ernest Dumont, musique Ferdinand-Louis Bénech
- Ne rendez pas les hommes fous, paroles Ernest Dumont, musique Ferdinand-Louis Bénech
- Maman est une étoile, paroles et musique Bénech et Dumont

#### Mon cahier de chansonsno21956(Pathé-Marconi AT1079), Orchestre direction Émile Decotty
- Dans les jardins de l'Alhambra, paroles Ernest Dumont, musique Ferdinand-Louis Bénech
- Si vous rencontrez une blonde, paroles Ernest Dumont, musique Ferdinand-Louis Bénech
- Les Pantins
- Caprice, paroles Ernest Dumont, musique Ferdinand-Louis Bénech
- Dolorosa, paroles Ernest Dumont, musique Ferdinand-Louis Bénech
- Y a des loups, paroles Suzanne Quentin, musique René de Buxeuil
- Fleur de misère, paroles Léon Stollé et Paul Haldy, musique Émile Spencer
- Le Tango de Manon, paroles Émile Gilbert, musique Fernand Heintz
- Tu voudrais me voir pleurer, paroles Ernest Dumont, musique Ferdinand-Louis Bénech
- Mon Paris, paroles Lucien Boyer, musique Vincent Scotto et Jean Boyer

#### Mon cahier de chansonsno3(Pathé-Marconi AT1103)
- Sur les bords de la Riviera
- Mimosette
- Les roses blanches
- Deux sous d' violettes
- Zaza
- Quand refleuriront les lilas blancs
- L'Hirondelle du faubourg, paroles et musique Bénech et Dumont
- Si tu savais combien je t'aime
- Mes caresses
- Ferme tes jolis yeux

#### Mon cahier de chansonsno4(Pathé-Marconi AT1120)
- Arrêtez les aiguilles
- La femme à la rose
- Joujou, paroles Ernest Dumont, musique Ferdinand-Louis Bénech
- Le petit ballon rouge
- L'âme des violons
- On n'a pas tous les jours vingt ans
- Le jouet
- Le Tango des fauvettes
- Cœur de voyou
- Le raccommodeur de faïence

#### Mon cahier de chansonsno5(Pathé-Marconi AT1125)
- Le moulin de Suzette
- Passion
- L'Étoile du marin, paroles Ernest Dumont, musique Ferdinand-Louis Bénech
- Je n'ai qu'un amour, c'est toi
- Mon vieux Pataud
- Lison, Lisette
- Le dernier tango
- La chanson des yeux clos
- Le moulin de maître Jean
- Coucou !

#### Mon cahier de chansonsno6(Pathé-Marconi ST1146), orchestre direction Georges Alloo
- La légende des flots bleus, paroles R. Le Peltier, musique Henri Christiné et Dalbret
- Y a du jazz band partout
- Charmaine
- Sombre dimanche
- Viens valser
- Rosalie… est partie
- La P'tite Lilie, chanson vécue, paroles Ferdinand-Louis Bénech, musique Eugène Gavel (1911)
- Le train fatal
- Le tango de Marilou
- Marche des petits pierrots

### Autres enregistrements
- 1946 : La Fille du patron
- 1946 : Madame la chance
- 1946 : Au-dessus des murs
- 1946 : Regarde-moi toujours comme ça
- 1946 : Les Deux Rengaines
- 1947 : L'Eau grise
- 1947 : Paname
- 1948 : Ta chose
- 1948 : Jean-François
- 1948 : La Petite Arlésienne
- 1948 : Ciel de pluie
- 1948 : Nostalgie (chanson du film Le Dolmen tragique)
- 1949 : La valse tourne
- 1949 : Valse perdue
- 1949 : C'est la faute du vent
- 1950 : Méfiez vous des blondes, Jean Marion et Jean Halain (Pathé PG433) [3]
- 1950 : La belle de mai, paroles Henri Contet, musique Georges Liffermann[4]
- 1950 : Le temps d’aimer
- 1952 : Deux sous d’violettes (chanson du film Deux Sous de violettes)
- 1952 : Sur le pavé de Paris (chanson du film La fête à Henriette)
- 1958 : Entre Pigalle et Blanche
- 1958 : Quand on a que l’amour, paroles et musique Jacques Brel (45 tours 17 cm, Pathé 45EG328M) (BNF 37961894)
- 1958 : Julie la rousse, musique René-Louis Lafforgue (45 tours 17 cm, Pathé 45EG328M) (BNF 37961894)
- 1958 : Boléro Tam-Tam  (45 tours 17 cm, Pathé 45EG328M) (BNF 37961894)
- 1958 : Mais qu'est-ce que t'as  (45 tours 17 cm, Pathé 45EG328M) (BNF 37961894)
- 1959 : On n'a pas tous les jours 20 ans
- 1960 : Je n'ai qu'un amour c'est toi
- 1962 : Bal chez Temporel
- 1965 : La Sérénade du pavé
- 1968 : Amusez vous comme des fous
- Carnaval

## Filmographie
Elle interprète la bande originale de plusieurs films et joue également le rôle de la chanteuse dans d'autres productions, :
- 1950 : Méfiez-vous des blondes d'André Hunebelle
- 1951 : Les Deux Monsieur de Madame de Robert Bibal
- 1951 : Deux sous de violettes de Jean Anouilh[7]
- 1952 : Ce coquin d'Anatole d'Émile Couzinet
- 1952 : La Fête à Henriette de Julien Duvivier

## Hommages
En novembre 2022, une place du 17e arrondissement de Paris a été rebaptisée en son honneur. La station de la ligne 3b du tramway, située près de cette place et ouverte à la circulation en 2024, porte également son nom.